# Careena Collins
Careena Collins (Los Ángeles, 7 de noviembre de 1967) es una actriz pornográfica estadounidense, activa desde 1985 hasta 2009 como actriz, y desde 1995 hasta 2010 como directora de películas pornográficas.

## Premios
- 1996 XRCO Award – Mejor Escena de Sexo Anal – The Bottom Dweller 331⁄3[1]
- 1996 XRCO Award – Mejor Escena Hombre-Mujer – Kink[1]
- 1996 XRCO Award – Mejor Escena de Sexo Chica-Chica – Takin' It to the Limit 6[1]
- 1996 AVN Award – Mejor Escena de Sexo Todo-Chicas, Vídeo – Takin' It to the Limit 6[2]
- 1996 AVN Award – Mejor Escena de Sexo Anal, Vídeo – The Bottom Dweller 331⁄3[2]
- 1997 XRCO Award – Mejor Escena Anal o DP – Car Wash Angels[1]
- 1997 XRCO Award – Mejor Escena Chica-Chica – Beyond Reality 1[1]
- 1998 AVN Award – Mejor Escena de Sexo Anal – Butt Banged Naughty Nurses[2]
- AVN Hall of Fame[3]
- XRCO Hall of Fame[4]